# Atelier du maître-verrier Sterner
L'atelier du maître-verrier Clas Grüner Sterner appelé aussi Maison-atelier de Victor Marchal est un bâtiment Art nouveau édifié à Ixelles, une des communes de Bruxelles, par l'architecte Ernest Delune.

## Localisation
L'atelier est située au numéro 6 de la rue du Lac, à quelques dizaines de mètres des étangs d'Ixelles, dans un quartier riche en immeubles de style Art nouveau.

## Historique
L'atelier de la rue du Lac était à l'origine une dépendance de la maison de style éclectique située au numéro 5 de la rue de la Vallée, maison construite en 1893 pour un certain Victor Marchal, probablement par Ernest Delune.
Ernest Delune construisit en 1902 l'atelier d'artiste de la rue du Lac pour le même Victor Marchal.
La maison et l'atelier ont tous été longtemps occupés par le maître-verrier autrichien Clas Gruner Sterner. Travaillant dans un studio au sommet de la maison, Sterner a conçu de belles fenêtres Art Nouveau pour plusieurs maisons de Delune dans ce quartier,.

## Statut patrimonial et restauration
L'atelier fait l'objet d'un classement au titre des monuments historiques depuis le 23 octobre 2003.
Une campagne de restauration de la façade est lancée par de nouveaux propriétaires au printemps 2019 et se termine le 11 décembre 2020,. « Les travaux ont été pilotés par l'Atelier d'Architecture du Congrès (AAC) avec l'aide d'artisans spécialisés dans les menuiseries, les vitraux … et encadrés par la Direction Patrimoine Culturel (Monuments et sites) ».

## Architecture

### Polychromie de la façade
La façade de cette maison de style « Art nouveau géométrique » présente une agréable polychromie résultant de la combinaison de vitraux (réalisés par le maître verrier Clas Gruner Sterner), de boiseries de couleur vert clair et de matériaux de construction clairs tels la brique blanche et la pierre blanche. 

### Structure de la façade
Comme beaucoup de bâtiments Art nouveau, cette maison présente une façade à l'asymétrie très marquée, combinant cercles et rectangles, formes décentrées, formes en escalier...

### Travée de gauche
La travée de gauche est percée d'une des portes les plus remarquables de l'Art nouveau bruxellois. La partie supérieure de la porte et la fenêtre adjacente, séparées par un meneau de pierre, forment un cercle orné de vitraux ornés de motifs floraux. Cette boiserie de composition circulaire est remarquablement mise en valeur par son encadrement mouluré en pierre de taille qui prend naissance au niveau du piédroit gauche pour s'épanouir en un élégant mouvement circulaire typique de l'« Art nouveau géométrique ».
Au-dessus de cette porte d'entrée et séparée d'elle par un puissant cordon de pierre, prend place une baie tripartite à deux registres, aux piédroits moulurés et harpés. L'allège de cette fenêtre consiste en un panneau de briques en retrait à encadrement chantourné.

### Travée de droite
La travée de droite confère à la façade un bel élan vertical, grâce à une haute baie tripartite ornée de vitraux et surmontée par un grand vitrail circulaire inscrit dans un arc en pierre outrepassé.
Cet élan vertical est renforcé par l'alignement de cette vaste baie et de la fenêtre de cave, toutes deux réunies par leurs piédroits moulurés et harpés dont la naissance au pied de la façade présente un motif courbe typique de l'Art nouveau.
On notera la hauteur décroissante des baies composant la grande baie tripartite, créant un motif en escalier : « La cage d'escalier est exprimée en façade: trois "marches" sous la grande fenêtre correspondent à la construction à l'intérieur ».

### Logette de l'atelier d'artiste
La façade est couronnée par un large oriel en bois de plan trapézoïdal qui occupe presque toute la largeur de la façade au deuxième étage.
Cet oriel est encadré de deux pilastres en briques blanches striés de pierre blanche, reposant chacun sur un culot en pierre orné d'un petit arc outrepassé (rappel de ceux de la porte et de la grande baie) et surmonté chacun d'un amortissement en pierre sculpté.
La façade se termine par une corniche en forte saillie qui épouse le mouvement de l'oriel.